# Vinh Thân vương

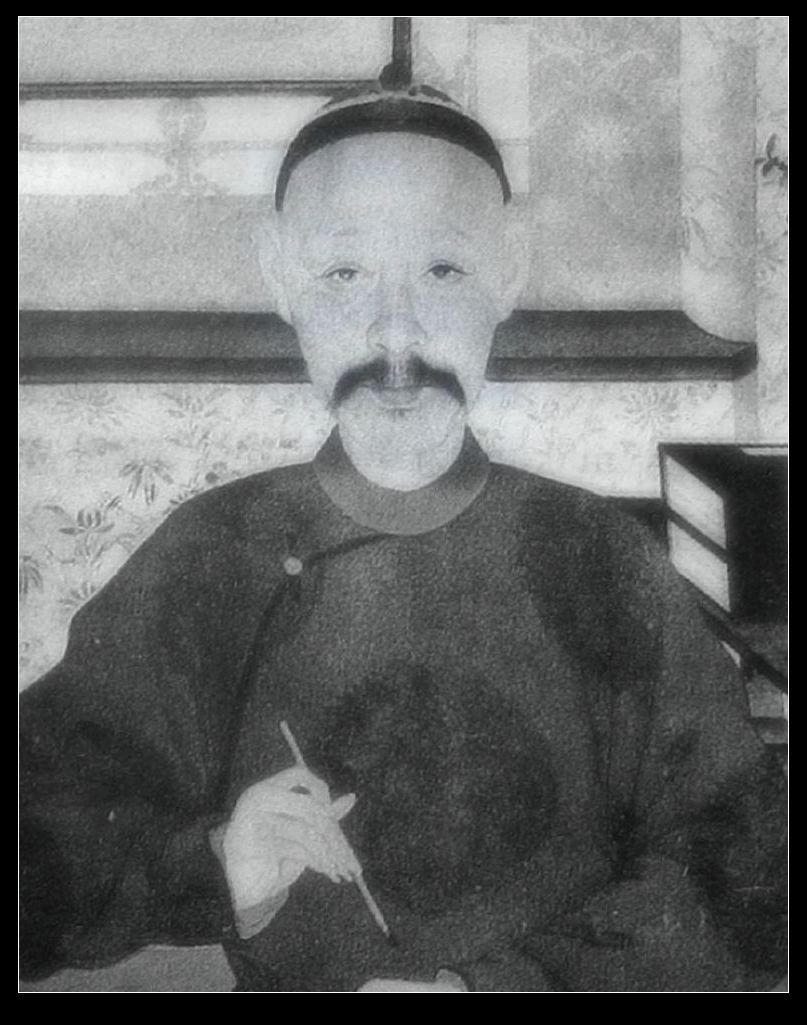
Dịch Hội - đời thứ ba của đại tông Vinh vương phủ

Hòa Thạc Vinh Thân vương (chữ Hán: 和碩榮親王, tiếng Mãn: ᡥᠣᡧᠣᡳ
ᡩᡝᡵᡝᠩᡤᡝ
ᠴᡳᠨ ᠸᠠᠩ, Abkai: Hošoi dengge cin wang) là tước vị Thân vương truyền đời của nhà Thanh trong lịch sử Trung Quốc.

## Khái quát
Thủy tổ của Vinh vương phủ là Vĩnh Kỳ - Hoàng ngũ tử của Thanh Cao Tông Càn Long Hoàng đế. Ông sinh thời là người xuất chúng, tài giỏi, có phần được Càn Long Đế yêu quý. Tuy nhiên, năm Càn Long thứ 30 (1765), ông bị bệnh nặng rồi qua đời vào năm sau (1766), khi chỉ mới 26 tuổi. Trước khi qua đời, Càn Long Đế ân phong cho ông tước Vinh Thân vương (榮親王).
Vinh vương phủ từ khi thành lập đến khi lụi tàn, truyền được tổng cộng 8 đời, là Vương phủ không phải Thiết mạo tử vương hưởng đúng quy chuẩn thừa tự của Hoàng thất.

### Ý nghĩa phong hiệu
Chữ ["Vinh"] của Vĩnh Kỳ, Mãn văn là 「dengge」, ý là "Quang vinh", "Vinh quang". Tuy chữ Vinh này cùng Hán ngữ với Hoàng tứ tử Vinh Thân vương - con trai của Thuận Trị Đế và Đổng Ngạc phi, nhưng âm Mãn của Hoàng tứ tử là 「wesihun」, ý là "Cao quý", "Cao thượng", ý nghĩa cao hơn rất nhiều so với phong hiệu của Vĩnh Kỳ.
Chữ ["Thuần"] trong thụy của ông, Mãn văn là 「gulu」, ý là "Thuần khiết", "Chính đáng", một chữ thụy không thường thấy của một Tông thất Hoàng thân.

### Chi hệ
Vĩnh Kỳ có tất cả sáu con trai, nhưng chỉ có Miên Ức sống đến tuổi trưởng thành. Miên Ức có hai người con trai, nhưng cũng chỉ có Dịch Hội sống đến tuổi trưởng thành. Vì vậy truyền thừa của Vinh vương phủ trong thời kỳ đầu rất đơn giản. Đến đời Dịch Hội, ông có tất cả năm con trai, trong đó có trưởng tử Tái Quân, thứ tử Tái Chiêu và tứ tử Tái Sơ đều sống đến tuổi trưởng thành, vì vậy liền hình thành ba chi hậu duệ của Vinh vương phủ. Tuy nhiên, Tái Quân lại qua đời khi không có con trai, quá kế con trai Tái Chiêu làm thừa tự. Vì vậy cuối cùng, hậu duệ của Vinh vương phủ do hai chi Tái Chiêu và Tái Sơ truyền thừa tiếp tục. Ban đầu, kế thừa đại tông là Phổ Mi - con thừa tự của Tái Quân, nhưng sau này Phổ Mi bị hoạch tội cách tước, tước vị liền truyền cho hậu duệ của Tái Chiêu.
Giống với đa số các chi hậu duệ của Càn Long Đế, nhân số Vinh vương phủ không nhiều, nam hậu duệ trong bối tự "Phổ" chỉ có mười một vị, sống đến tuổi trưởng thành chỉ có bốn vị.

### Địa vị
Căn cứ theo cách nói của Càn Long Đế, sau khi các đích tử do Hiếu Hiền Thuần Hoàng hậu sinh ra đều mất sớm, Vĩnh Kỳ tương đối được ông coi trọng vì tinh thông cưỡi ngựa bắn cung, toán pháp và cả ba ngôn ngữ Mãn, Mông, Hán.
| “                        | 其时朕视皇五子, 于诸子中觉贵重, 且汉文, 满洲, 蒙古语, 马步射及算法等事, 并皆娴习, 颇属意于彼, 而未明言, 乃复因病旋逝. . Kỳ thì Trẫm thị Hoàng ngũ tử, vu chư tử trung giác quý trọng, thả Hán văn, Mãn Châu, Mông Cổ ngữ, mã bộ xạ cập toán pháp đẳng sự, tịnh giai nhàn tập, pha chúc ý vu bỉ, nhi vị minh ngôn, nãi phục nhân bệnh toàn thệ | ” |
| — Dụ chỉ của Càn Long Đế | |   |

Lại thêm phong hiệu của Vĩnh Kỳ có lẽ là tham khảo phong hiệu của con trai Thuận Trị Đế, có thể thấy được đãi ngộ tương đối đặc biệt của Cao Tông đối với Vĩnh Kỳ. Cao Tông từng nói "Trong các con trai của Trẫm, chỉ có Hoàng trưởng tử và Hoàng ngũ tử là đều là vì bệnh tình nguy kịch mà gia phong Thân vương". Có thể thấy được, vào ngày 11 tháng năm Càn Long thứ 30 (1765), lúc Vĩnh Kỳ được phong Thân vương thì ông đang bệnh nặng. Hơn nữa chỉ 1 tháng sau đó, Cao Tông hạ chỉ dụ: "Chứng bệnh của Ngũ a ca qua trị liệu mấy tháng vẫn chưa khỏi. Theo đại phu khám bệnh, là do hư tổn bên trong mà gây ra. Nếu có thể sớm phát hiện chứng bệnh mà điều trị, thì rất có thể cứu chữa. Thế mà bọn Trương Như Phan, Tống Quốc Thụy lại không tận tình, trong thời gian tháng 5 năm nay cũng không hề để ý mà bẩm báo bệnh tình. Trương Như Phan cùng Tống Quốc Thụy đều giao cho Nội vụ phủ Đại thần trị tội", cũng đã chứng minh tình huống lúc đó.
Tuy nhiên, sau khi Vĩnh Kỳ qua đời, một chi Vinh vương phủ lại không hề nhận được ân sủng, quang vinh gì đặc biệt, suốt quá trình truyền thừa đều áng theo tiêu chuẩn thông thường.

### Kỳ tịch
Sau khi một chi Vinh vương phủ nhập kỳ, được phân vào Hữu dực Cận chi Tương Hồng kỳ đệ nhất tộc, cùng kỳ tịch với Tuần vương phủ (hậu duệ Vĩnh Chương), Thụy vương phủ (hậu duệ Miên Hân) và Ẩn vương phủ (hậu duệ Dịch Vĩ).

### Danh sĩ
Nhân số Vinh vương phủ không nhiều, cũng vì vậy mà số lượng danh sĩ cũng rất ít. Nhưng mấy đời đại tông Vinh vương phủ đều một lòng hướng về văn sử, dùng thi từ gia truyền. Nữ thi nhân trứ danh của nhà Thanh Cố Thái Thanh là Trắc Phúc tấn của Dịch Hội - đời thứ ba của đại tông.
Đến thời Thanh mạt, đời cuối cùng của đại tông là Hằng Hú, tự Kỷ Bằng (纪鹏), Hán danh là Kim Quang Bình (金光平), chuyên tâm văn sử, dốc lòng nghiên cứu văn tự Khiết Đan và Nữ Chân, là chuyên gia ở lĩnh vực này. Con trai Kim Khải Tông (金启孮), cháu gái Kim Thích (金适), Ô Lạp Hi Xuân (乌拉熙春) đều là giáo sư, có cống hiến trong ngôn ngữ học, lịch sử học và Mãn học.

## Vinh Thân vương
Thứ tự thừa kế Vinh vương phủ. Số năm lần lượt là năm sinh, năm thừa tước, năm mất; in đậm là khoảng thời gian thụ tước:
1. Vinh Thuần Thân vương Vĩnh Kỳ (永琪)
1741 - 1765 - 1766
2. Vinh Khác Quận vương Miên Ức (綿億)
1764 - 1784 - 1815
3. Bối lặc Dịch Hội (奕繪)
1799 - 1815 - 1838
4. Bối tử Tái Quân (載鈞)
1818 - 1838 - 1857
5. Dĩ cách Phụng ân Trấn quốc công Phổ Mi (溥楣)
1844 - 1857 - 1866 - 1894
6. Phụng ân Trấn quốc công Phổ Vân (溥芸)
1850 - 1866 - 1902
7. Phụng ân Trấn quốc công Dục Mẫn (毓敏)
1878 - 1902 - 1912
8. Phụng ân Trấn quốc công Hằng Hú (恆煦)
1899 - 1912 - 1966

### Tái Chiêu chi hệ
- 1844 - 1881: Đầu đẳng Phụ quốc Tướng quân Tái Chiêu (載釗) - con trai thứ hai của Dịch Hội. Năm 1881 truy phong làm Phụng ân Trấn quốc công (奉恩鎮國公).
- 1881 - ?: Tam đẳng Phụng quốc Tướng quân Phổ Xương (溥菖) - con trai thứ chín của Tái Chiêu.

### Tái Sơ chi hệ
- 1857 - 1862: Phụ quốc Tướng quân Tái Sơ (載初) - con trai thứ tư của Dịch Hội. Năm 1862 bị cách tước.

## Phả hệ Vinh Thân vương
- - Vinh Thân vương
- - Tái Chiêu chi hệ
- - Tái Sơ chi hệ

|                                                                  |                                                                  |                                                                  |                                                                  |                                                                  |                                                                  |  |  |  |  |                                                                 |                                                                 | Quá kế                                                          |                                                                 |                                                                 |                                                                 |  |  |  |  |                                                          |                                                          |                                                          |                                                          |                                                          |                                                          |  |  |  |  |                                                              |                                                              |                                                              |                                                              |                                                              |                                                              |  |  |  |  |  |  |  |  |  |  |  |  |  |  |  |  |  |  |  |  |  |  |  |  |
| Vinh Thuần Thân vương Vĩnh Kỳ 1741 - 1765 - 1766                 |                                                                  |                                                                  |                                                                  |                                                                  |                                                                  |  |  |  |  |                                                                 |                                                                 |                                                                 |                                                                 |                                                                 |                                                                 |  |  |  |  |                                                          |                                                          |                                                          |                                                          |                                                          |                                                          |  |  |  |  |                                                              |                                                              |                                                              |                                                              |                                                              |                                                              |  |  |  |  |  |  |  |  |  |  |  |  |  |  |  |  |  |  |  |  |  |  |  |  |
|                                                                  |                                                                  |                                                                  |                                                                  |                                                                  |                                                                  |  |  |  |  |                                                                 |                                                                 |                                                                 |                                                                 |                                                                 |                                                                 |  |  |  |  |                                                          |                                                          |                                                          |                                                          |                                                          |                                                          |  |  |  |  |                                                              |                                                              |                                                              |                                                              |                                                              |                                                              |  |  |  |  |  |  |  |  |  |  |  |  |  |  |  |  |  |  |  |  |  |  |  |  |
| Vinh Khác Quận vương Miên Ức 1764 - 1784 - 1815                  |                                                                  |                                                                  |                                                                  |                                                                  |                                                                  |  |  |  |  |                                                                 |                                                                 |                                                                 |                                                                 |                                                                 |                                                                 |  |  |  |  |                                                          |                                                          |                                                          |                                                          |                                                          |                                                          |  |  |  |  |                                                              |                                                              |                                                              |                                                              |                                                              |                                                              |  |  |  |  |  |  |  |  |  |  |  |  |  |  |  |  |  |  |  |  |  |  |  |  |
|                                                                  |                                                                  |                                                                  |                                                                  |                                                                  |                                                                  |  |  |  |  |                                                                 |                                                                 |                                                                 |                                                                 |                                                                 |                                                                 |  |  |  |  |                                                          |                                                          |                                                          |                                                          |                                                          |                                                          |  |  |  |  |                                                              |                                                              |                                                              |                                                              |                                                              |                                                              |  |  |  |  |  |  |  |  |  |  |  |  |  |  |  |  |  |  |  |  |  |  |  |  |
| Bối lặc Dịch Hội 1799 - 1815 - 1838                              |                                                                  |                                                                  |                                                                  |                                                                  |                                                                  |  |  |  |  |                                                                 |                                                                 |                                                                 |                                                                 |                                                                 |                                                                 |  |  |  |  |                                                          |                                                          |                                                          |                                                          |                                                          |                                                          |  |  |  |  |                                                              |                                                              |                                                              |                                                              |                                                              |                                                              |  |  |  |  |  |  |  |  |  |  |  |  |  |  |  |  |  |  |  |  |  |  |  |  |
|                                                                  |                                                                  |                                                                  |                                                                  |                                                                  |                                                                  |  |  |  |  |                                                                 |                                                                 |                                                                 |                                                                 |                                                                 |                                                                 |  |  |  |  |                                                          |                                                          |                                                          |                                                          |                                                          |                                                          |  |  |  |  |                                                              |                                                              |                                                              |                                                              |                                                              |                                                              |  |  |  |  |  |  |  |  |  |  |  |  |  |  |  |  |  |  |  |  |  |  |  |  |
|                                                                  |                                                                  |                                                                  |                                                                  |                                                                  |                                                                  |  |  |  |  |                                                                 |                                                                 |                                                                 |                                                                 |                                                                 |                                                                 |  |  |  |  |                                                          |                                                          |                                                          |                                                          |                                                          |                                                          |  |  |  |  |                                                              |                                                              |                                                              |                                                              |                                                              |                                                              |  |  |  |  |  |  |  |  |  |  |  |  |  |  |  |  |  |  |  |  |  |  |  |  |
| Bối tử Tái Quân 1818 - 1839 - 1857                               | Bối tử Tái Quân 1818 - 1839 - 1857                               | Bối tử Tái Quân 1818 - 1839 - 1857                               | Bối tử Tái Quân 1818 - 1839 - 1857                               | Bối tử Tái Quân 1818 - 1839 - 1857                               | Bối tử Tái Quân 1818 - 1839 - 1857                               |  |  |  |  | Truy phong Phụng ân Trấn quốc công Tái Chiêu 1825 - 1844 - 1881 | Truy phong Phụng ân Trấn quốc công Tái Chiêu 1825 - 1844 - 1881 | Truy phong Phụng ân Trấn quốc công Tái Chiêu 1825 - 1844 - 1881 | Truy phong Phụng ân Trấn quốc công Tái Chiêu 1825 - 1844 - 1881 | Truy phong Phụng ân Trấn quốc công Tái Chiêu 1825 - 1844 - 1881 | Truy phong Phụng ân Trấn quốc công Tái Chiêu 1825 - 1844 - 1881 |  |  |  |  |                                                          |                                                          |                                                          |                                                          |                                                          |                                                          |  |  |  |  | Dĩ cách Phụ quốc Tướng quân Tái Sơ 1832 - 1857 - 1862 - 1881 | Dĩ cách Phụ quốc Tướng quân Tái Sơ 1832 - 1857 - 1862 - 1881 | Dĩ cách Phụ quốc Tướng quân Tái Sơ 1832 - 1857 - 1862 - 1881 | Dĩ cách Phụ quốc Tướng quân Tái Sơ 1832 - 1857 - 1862 - 1881 | Dĩ cách Phụ quốc Tướng quân Tái Sơ 1832 - 1857 - 1862 - 1881 | Dĩ cách Phụ quốc Tướng quân Tái Sơ 1832 - 1857 - 1862 - 1881 |  |  |  |  |  |  |  |  |  |  |  |  |  |  |  |  |  |  |  |  |  |  |  |  |
| Bối tử Tái Quân 1818 - 1839 - 1857                               | Bối tử Tái Quân 1818 - 1839 - 1857                               | Bối tử Tái Quân 1818 - 1839 - 1857                               | Bối tử Tái Quân 1818 - 1839 - 1857                               | Bối tử Tái Quân 1818 - 1839 - 1857                               | Bối tử Tái Quân 1818 - 1839 - 1857                               |  |  |  |  | Truy phong Phụng ân Trấn quốc công Tái Chiêu 1825 - 1844 - 1881 | Truy phong Phụng ân Trấn quốc công Tái Chiêu 1825 - 1844 - 1881 | Truy phong Phụng ân Trấn quốc công Tái Chiêu 1825 - 1844 - 1881 | Truy phong Phụng ân Trấn quốc công Tái Chiêu 1825 - 1844 - 1881 | Truy phong Phụng ân Trấn quốc công Tái Chiêu 1825 - 1844 - 1881 | Truy phong Phụng ân Trấn quốc công Tái Chiêu 1825 - 1844 - 1881 |  |  |  |  |                                                          |                                                          |                                                          |                                                          |                                                          |                                                          |  |  |  |  | Dĩ cách Phụ quốc Tướng quân Tái Sơ 1832 - 1857 - 1862 - 1881 | Dĩ cách Phụ quốc Tướng quân Tái Sơ 1832 - 1857 - 1862 - 1881 | Dĩ cách Phụ quốc Tướng quân Tái Sơ 1832 - 1857 - 1862 - 1881 | Dĩ cách Phụ quốc Tướng quân Tái Sơ 1832 - 1857 - 1862 - 1881 | Dĩ cách Phụ quốc Tướng quân Tái Sơ 1832 - 1857 - 1862 - 1881 | Dĩ cách Phụ quốc Tướng quân Tái Sơ 1832 - 1857 - 1862 - 1881 |  |  |  |  |  |  |  |  |  |  |  |  |  |  |  |  |  |  |  |  |  |  |  |  |
|                                                                  |                                                                  |                                                                  |                                                                  |                                                                  |                                                                  |  |  |  |  |                                                                 |                                                                 |                                                                 |                                                                 |                                                                 |                                                                 |  |  |  |  |                                                          |                                                          |                                                          |                                                          |                                                          |                                                          |  |  |  |  |                                                              |                                                              |                                                              |                                                              |                                                              |                                                              |  |  |  |  |  |  |  |  |  |  |  |  |  |  |  |  |  |  |  |  |  |  |  |  |
| Dĩ cách Phụng ân Trấn quốc công Phổ Mi 1844 - 1857 - 1866 - 1894 | Dĩ cách Phụng ân Trấn quốc công Phổ Mi 1844 - 1857 - 1866 - 1894 | Dĩ cách Phụng ân Trấn quốc công Phổ Mi 1844 - 1857 - 1866 - 1894 | Dĩ cách Phụng ân Trấn quốc công Phổ Mi 1844 - 1857 - 1866 - 1894 | Dĩ cách Phụng ân Trấn quốc công Phổ Mi 1844 - 1857 - 1866 - 1894 | Dĩ cách Phụng ân Trấn quốc công Phổ Mi 1844 - 1857 - 1866 - 1894 |  |  |  |  | Phụng ân Trấn quốc công Phổ Vân 1850 - 1866 - 1902              | Phụng ân Trấn quốc công Phổ Vân 1850 - 1866 - 1902              | Phụng ân Trấn quốc công Phổ Vân 1850 - 1866 - 1902              | Phụng ân Trấn quốc công Phổ Vân 1850 - 1866 - 1902              | Phụng ân Trấn quốc công Phổ Vân 1850 - 1866 - 1902              | Phụng ân Trấn quốc công Phổ Vân 1850 - 1866 - 1902              |  |  |  |  | Tam đẳng Phụng quốc Tướng quân Phổ Xương 1880 - 1881 - ? | Tam đẳng Phụng quốc Tướng quân Phổ Xương 1880 - 1881 - ? | Tam đẳng Phụng quốc Tướng quân Phổ Xương 1880 - 1881 - ? | Tam đẳng Phụng quốc Tướng quân Phổ Xương 1880 - 1881 - ? | Tam đẳng Phụng quốc Tướng quân Phổ Xương 1880 - 1881 - ? | Tam đẳng Phụng quốc Tướng quân Phổ Xương 1880 - 1881 - ? |  |  |  |  | Phổ Thi 1873 - ?                                             | Phổ Thi 1873 - ?                                             | Phổ Thi 1873 - ?                                             | Phổ Thi 1873 - ?                                             | Phổ Thi 1873 - ?                                             | Phổ Thi 1873 - ?                                             |  |  |  |  |  |  |  |  |  |  |  |  |  |  |  |  |  |  |  |  |  |  |  |  |
| Dĩ cách Phụng ân Trấn quốc công Phổ Mi 1844 - 1857 - 1866 - 1894 | Dĩ cách Phụng ân Trấn quốc công Phổ Mi 1844 - 1857 - 1866 - 1894 | Dĩ cách Phụng ân Trấn quốc công Phổ Mi 1844 - 1857 - 1866 - 1894 | Dĩ cách Phụng ân Trấn quốc công Phổ Mi 1844 - 1857 - 1866 - 1894 | Dĩ cách Phụng ân Trấn quốc công Phổ Mi 1844 - 1857 - 1866 - 1894 | Dĩ cách Phụng ân Trấn quốc công Phổ Mi 1844 - 1857 - 1866 - 1894 |  |  |  |  | Phụng ân Trấn quốc công Phổ Vân 1850 - 1866 - 1902              | Phụng ân Trấn quốc công Phổ Vân 1850 - 1866 - 1902              | Phụng ân Trấn quốc công Phổ Vân 1850 - 1866 - 1902              | Phụng ân Trấn quốc công Phổ Vân 1850 - 1866 - 1902              | Phụng ân Trấn quốc công Phổ Vân 1850 - 1866 - 1902              | Phụng ân Trấn quốc công Phổ Vân 1850 - 1866 - 1902              |  |  |  |  | Tam đẳng Phụng quốc Tướng quân Phổ Xương 1880 - 1881 - ? | Tam đẳng Phụng quốc Tướng quân Phổ Xương 1880 - 1881 - ? | Tam đẳng Phụng quốc Tướng quân Phổ Xương 1880 - 1881 - ? | Tam đẳng Phụng quốc Tướng quân Phổ Xương 1880 - 1881 - ? | Tam đẳng Phụng quốc Tướng quân Phổ Xương 1880 - 1881 - ? | Tam đẳng Phụng quốc Tướng quân Phổ Xương 1880 - 1881 - ? |  |  |  |  | Phổ Thi 1873 - ?                                             | Phổ Thi 1873 - ?                                             | Phổ Thi 1873 - ?                                             | Phổ Thi 1873 - ?                                             | Phổ Thi 1873 - ?                                             | Phổ Thi 1873 - ?                                             |  |  |  |  |  |  |  |  |  |  |  |  |  |  |  |  |  |  |  |  |  |  |  |  |
| Dục Giản 1876 - ?                                                | Dục Giản 1876 - ?                                                | Dục Giản 1876 - ?                                                | Dục Giản 1876 - ?                                                | Dục Giản 1876 - ?                                                | Dục Giản 1876 - ?                                                |  |  |  |  | Phụng ân Trấn quốc công Dục Mẫn 1878 - 1902 - 1912              | Phụng ân Trấn quốc công Dục Mẫn 1878 - 1902 - 1912              | Phụng ân Trấn quốc công Dục Mẫn 1878 - 1902 - 1912              | Phụng ân Trấn quốc công Dục Mẫn 1878 - 1902 - 1912              | Phụng ân Trấn quốc công Dục Mẫn 1878 - 1902 - 1912              | Phụng ân Trấn quốc công Dục Mẫn 1878 - 1902 - 1912              |  |  |  |  | Dục Canh 1913 - ?                                        | Dục Canh 1913 - ?                                        | Dục Canh 1913 - ?                                        | Dục Canh 1913 - ?                                        | Dục Canh 1913 - ?                                        | Dục Canh 1913 - ?                                        |  |  |  |  |                                                              |                                                              |                                                              |                                                              |                                                              |                                                              |  |  |  |  |  |  |  |  |  |  |  |  |  |  |  |  |  |  |  |  |  |  |  |  |
| Dục Giản 1876 - ?                                                | Dục Giản 1876 - ?                                                | Dục Giản 1876 - ?                                                | Dục Giản 1876 - ?                                                | Dục Giản 1876 - ?                                                | Dục Giản 1876 - ?                                                |  |  |  |  | Phụng ân Trấn quốc công Dục Mẫn 1878 - 1902 - 1912              | Phụng ân Trấn quốc công Dục Mẫn 1878 - 1902 - 1912              | Phụng ân Trấn quốc công Dục Mẫn 1878 - 1902 - 1912              | Phụng ân Trấn quốc công Dục Mẫn 1878 - 1902 - 1912              | Phụng ân Trấn quốc công Dục Mẫn 1878 - 1902 - 1912              | Phụng ân Trấn quốc công Dục Mẫn 1878 - 1902 - 1912              |  |  |  |  | Dục Canh 1913 - ?                                        | Dục Canh 1913 - ?                                        | Dục Canh 1913 - ?                                        | Dục Canh 1913 - ?                                        | Dục Canh 1913 - ?                                        | Dục Canh 1913 - ?                                        |  |  |  |  |                                                              |                                                              |                                                              |                                                              |                                                              |                                                              |  |  |  |  |  |  |  |  |  |  |  |  |  |  |  |  |  |  |  |  |  |  |  |  |
|                                                                  |                                                                  |                                                                  |                                                                  |                                                                  |                                                                  |  |  |  |  |                                                                 |                                                                 |                                                                 |                                                                 |                                                                 |                                                                 |  |  |  |  |                                                          |                                                          |                                                          |                                                          |                                                          |                                                          |  |  |  |  |                                                              |                                                              |                                                              |                                                              |                                                              |                                                              |  |  |  |  |  |  |  |  |  |  |  |  |  |  |  |  |  |  |  |  |  |  |  |  |
| Phụng ân Trấn quốc công Hằng Hú 1899 - 1912 - 1966               |                                                                  |                                                                  |                                                                  |                                                                  |                                                                  |  |  |  |  |                                                                 |                                                                 |                                                                 |                                                                 |                                                                 |                                                                 |  |  |  |  |                                                          |                                                          |                                                          |                                                          |                                                          |                                                          |  |  |  |  |                                                              |                                                              |                                                              |                                                              |                                                              |                                                              |  |  |  |  |  |  |  |  |  |  |  |  |  |  |  |  |  |  |  |  |  |  |  |  |
|                                                                  |                                                                  |                                                                  |                                                                  |                                                                  |                                                                  |  |  |  |  |                                                                 |                                                                 |                                                                 |                                                                 |                                                                 |                                                                 |  |  |  |  |                                                          |                                                          |                                                          |                                                          |                                                          |                                                          |  |  |  |  |                                                              |                                                              |                                                              |                                                              |                                                              |                                                              |  |  |  |  |  |  |  |  |  |  |  |  |  |  |  |  |  |  |  |  |  |  |  |  |
|                                                                  |                                                                  |                                                                  |                                                                  |                                                                  |                                                                  |  |  |  |  |                                                                 |                                                                 |                                                                 |                                                                 |                                                                 |                                                                 |  |  |  |  |                                                          |                                                          |                                                          |                                                          |                                                          |                                                          |  |  |  |  |                                                              |                                                              |                                                              |                                                              |                                                              |                                                              |  |  |  |  |  |  |  |  |  |  |  |  |  |  |  |  |  |  |  |  |  |  |  |  |
| Khải Song 1918 - 2004                                            | Khải Song 1918 - 2004                                            | Khải Song 1918 - 2004                                            | Khải Song 1918 - 2004                                            | Khải Song 1918 - 2004                                            | Khải Song 1918 - 2004                                            |  |  |  |  | Khải Huyên 1919 - ?                                             | Khải Huyên 1919 - ?                                             | Khải Huyên 1919 - ?                                             | Khải Huyên 1919 - ?                                             | Khải Huyên 1919 - ?                                             | Khải Huyên 1919 - ?                                             |  |  |  |  |                                                          |                                                          |                                                          |                                                          |                                                          |                                                          |  |  |  |  |                                                              |                                                              |                                                              |                                                              |                                                              |                                                              |  |  |  |  |  |  |  |  |  |  |  |  |  |  |  |  |  |  |  |  |  |  |  |  |